# SuperNews!
SuperNews! – animowany serial satyryczny emitowany przez Current TV, podejmujący tematy polityczne, show biznes i społeczne. Jego reżyserem był Josh Faure-Brac. Sam też podkładał głos pod większość postaci. Największą popularnością SuperNews! cieszył się w internecie i był dostępny za darmo na całym świecie. Program był nadawany w każdy piątek o 10 e/p. 10 maja 2010 Current TV ogłosiło koniec programu.

## 2005-2009
W latach 2005–2009 odcinki były pojedynczymi odcinkami trwającymi od 2 do 10 minut i nie było stałej daty i godziny emisji. SuperNews! było dodatkiem uzupełniającym niektóre programy na Current TV.
Pierwszy odcinek został wyemitowany 19 sierpnia 2005 wraz z rozpoczęciem nadawania przez stację i był w całości robiony przy pomocy prostych programów graficznych, a głos podkładał tylko Josh Faure-Brac. Od tego momentu grafika znacznie się poprawiła i nadal się zmienia. Zostali też zatrudnieni nowi dubbingerzy.
George W. Bush został sparodiowany aż 29 razy i był najczęściej pojawiającą się postacią. Od początku serialu można było zauważyć jak zmienia się jego wygląd (na przykład kolor włosów). Podobnie jest z Billem Clintonem i Joe Bidenem. Inną często pojawiającą się postacią był wiceprezydent Dick Cheney, który wystąpił 21 razy.
24 stycznia 2008 powstał pierwszy odcinek rozłożony na trzy części, wyemitowane kolejno: 24 stycznia 2008, 31 stycznia 2008 i 24 lutego 2008. Odcinek nazywał się Rambo vs. Terror.

## 2009-2010
20 marca został wyemitowany pierwszy odcinek trzydziestominutowy. Wyemitowano wówczas sześć nowych filmików: MTV Down (pl. Dno MTV), Friend Request: Hookin' Up (pl. Zapotrzebowanie na Przyjaciół: Hakerstwo), Lobster Abs, Obama Hits the AIG Spot (Obama natrafia na skazę AIG), Rachel Maddow's Hot Date (pl. Gorący Dzień Rachel Maddow) i Twouble with Twitters. Od tej pory odcinki są nadawane co dzień o stałej godzinie. Zawsze kilka dni przed emisją nowego odcinka, pojawia się odcinek promocyjny, jeden filmik z tych, które pojawią się później w piątek. Nowością była też nowa, bardziej rozbudowana, trzydziestosekundowa czołówka.